# Droga wojewódzka 694
Die Droga wojewódzka 694 (DW 694) ist eine 25 Kilometer lange Droga wojewódzka (Woiwodschaftsstraße) in der polnischen Woiwodschaft Masowien und der Woiwodschaft Podlachien, die Poręba-Kocęby und Ciechanowiec verbindet. Die Strecke liegt im Powiat Wyszkowski, im Powiat Ostrowski und im Powiat Wysokomazowiecki.

## Streckenverlauf
Woiwodschaft Masowien, Powiat Wyszkowski
-  Poręba-Kocęby (S 8, DK 8)

Woiwodschaft Masowien, Powiat Ostrowski
-  Brok (DK 50)
- Glina
- Sumiężne
- Klukowo
-  Małkinia Górna (DW 627)
- Zawisty Nadbużne
- Rostki Wielkie
- Rostki-Piotrowice
- Podgórze-Gazdy
- Zgleczewo Szlacheckie
- Zakrzewo-Słomy
- Zuzela
-  Nur (DK 63)
- Żebry-Kolonia
- Tymianki-Moderki
- Tymianki-Szklarze

Woiwodschaft Podlachien, Powiat Wysokomazowiecki
-  Ciechanowiec (DW 681, DW 690)